# Grønlands historie
Grønlands historie har været præget af, at i den historiske tid tog først Norge og derefter Danmark magten over Grønland, men det var ikke før omkring 1953, at Grønland blev en del af et moderne samfund. Før 1953 har Grønland været betragtet som en stor nationalpark, hvor man har interesseret sig for dets naturhistorie. Man har interesseret sig for inuit-kulturen, geologien og for, om der var en sejlrute, hvor man kunne sejle til Kina på en nemmere måde gennem Nordvestpassagen.
Ældst er en række kulturer indvandrede fra henholdsvis Sibirien og Nordamerika. De folk, der tilhørte disse kulturer, har siden enten forladt landet igen eller er uddøde eller har omlagt deres levevis under indflydelse af nye indvandringer. Den seneste af disse indvandrede kulturer var Thule-kulturen fra omkring år 1200. Efterkommerne af Thule-kulturens inuitter, der stod bag den sidste indvandringsbølge, er endnu i dag udbredt over store dele af det nordamerikanske, arktiske område, og herfra stammer den moderne grønlænder iblandet en del nordeuropæiske gener. Siden 1500-tallet har Thule-kulturen været i berøring med vesteuropæisk kultur, men kulturen holdt sig relativt uændret i sin grundform, dog med tilførsel af visse nye teknologier og viden som fx brug af motorbåde og rifler. Kristendommen og evnen til at læse og skrive har ligeledes udviklet kulturen.
Den norrøne indvandring i vikingetiden forblev uden varig bosættelse og betydning. De sidste nordboere uddøde i begyndelsen af 1400-tallet, og deres eneste betydning var det minde, de efterlod i Europa.
En ny forbindelse mellem Europa og Grønland skabtes omkring år 1500. I henved 200 år var den uden større betydning for landets bofaste befolkning. Først i begyndelsen af 1700-tallet toges skridt til en ny, vedvarende europæisk tilstedeværelse. Langsomt, under de skiftende danske kongers bevågenhed, udvikledes det grønlandske samfund til en tilpasning til "moderne" vestlig levevis. I tiden omkring 1950 blev den oprindelige befolknings livsform ændret afgørende, idet man igangsatte en storstilet samling af den hidtil spredt boende befolkning med det formål at hæve levestandarden. For at gennemføre dette begyndte man at sende store midler ind i landet, hvilket skabte nye og hidtil ukendte livsformer, der ikke alene hvilede på ernæring ved naturens frembringelser. Dette skabte selvsagt store muligheder for nogle og store problemer for andre. En bivirkning af samfundsforandringen var, at Grønlands befolkning i stigende grad udviklede et ønske om at regere Grønland indefra og modnedes hen imod en større selvbestemmelse.
Den grønlandske befolknings forvandling fra en tilværelse på naturens vilkår til en tilværelse på egne vilkår men fortsat i harmoni med naturen er vellykket først og fremmest takket være de folk, som fik tildelt ansvar og forstod at leve op til det og til trods for dem, der hensynsløst tænkte på egne fordele. Det er en historie, hvor mange heltes navne nu er glemt, men frugterne af deres virke sætter sine spor endnu den dag i dag.

## Forhistorisk tid
I tidsrummet 10.000 – 8.000 f.Kr. ophørte istiden, og i gode klimaperioder vandrede de første eskimoiske stammer fra de nordlige canadiske øer over det snævre stræde til Thuleområdet.
Grønlands bosættelseshistorie begyndte, da de første stammer vandrede over Beringstrædet til Alaska og videre til de nordlige canadiske øer, hvorfra de formodentlig i gode klimaperioder vandrede over det snævre stræde til Thuleområdet. Omkring 2.500-1.800 f.Kr. skete den første indvandring fra Canada til Grønland. De indvandrede slog sig ned i det nordøstligste hjørne af Grønland, det område der siden kaldtes Peary Land. Man har kaldt dem Independence I folket efter Peary Land's største fjord. De fulgte efter moskusokserne som vandrede over isen fra Ellesmere Island til Nordgrønland.

### Independence I, Saqqaq og Independence II
1400 f.Kr. til 700 f.Kr. indvandrede et jægerfolk tilhørende Saqqaq-kulturen og bosatte sig i området fra Upernavik til Godthåb. De var mere orienteret mod havet og dets ressourcer. Deres bopladser og redskaber er i stort omfang fundet langs kysterne. Omtrent samtidig indvandrede et andet folk tilhørende Independence I-kulturen. De levede i Grønland samtidig, men i forskellige omgivelser. Folkene fra Independence I-kulturen levede på nordkysten, mens saqqaq-kulturen bosatte sig langs Grønlands vestkyst. De to kulturer overlevede i Grønland i ca. 1200 år, før de bukkede under – sandsynligvis som følge af en klimaændring. De seneste genetiske undersøgelser har påvist at disse uddøde kulturer oprindelig er kommet fra det nordøstlige Sibirien, nærmere betegnet Aleuterne, hvorfra de vandrede over Alaska, igennem Canada, og sidst rejste ind i Grønland.
Independence II-kulturen kom til Grønland fra Canada ca. år 800 f.Kr., og holdt til på nordkysten af Grønland ved Independence-fjorden. Independence II var samtidig med Dorset-kulturen, som var udbredt i det sydlige Grønland.
Independence II-kulturen adskiller sig fra Independence I ved, at indbyggerne var mindre afhængige af moskusoksekød, men spiste mere mad fra havet, som fisk, sæl, hvalros.
Allerede omkring år 400 f.Kr. kom der en ny kuldeperiode, isen blev tykkere, og dyrene trak mod syd. Ca. år 200 regnes som slutningen af Independence II perioden. Fra den tid var Grønland ubeboet i 500 år, før en ny indvandring fra Dorset-kulturen kom til Grønland.

### Dorset I/Grønlandsk Dorset
Omkring 700 f.Kr. indvandrede Dorset-folket fra nord til de samme områder. Dorset-folket eller Tunit-folket var et fredeligt og fysisk stærkt folk. De brugte store sten som en slags vejmærker, fremstillede figurer i sten, og brugte nåle lavet af hvalrostænder. Stadig benyttedes hunde kun til jagt. Mens de tidligere kulturer havde kendt til bue og pil og dermed har drevet jagt på landdyr, har man ikke fundet bue og pil på Dorsetkulturernes bopladser. Dorsetkulturerne har udviklet en metode til at fange sæl fra huller i isen. Kulturen vandt frem over hele den amerikanske nordkalot i løbet af en kuldeperiode.

## Vikingetidogmiddelalder

### Kulturer i forhistorisk tid.
For tiden fra Kristi fødsel til omkring 700 e.Kr. savnes ethvert spor af menneskelig bosættelse på Grønland. Klimaet var koldt og fugtigt. Måske bortvandrede dorset-folket, måske uddøde de, måske omlagde de deres levevis og flyttede til nye steder. Vi ved det ikke, og indtil videre må vi afvente fremtidig forskning.

### Sen Dorsetkultur (Dorset II)
Omkring 700 e.Kr. optræder Dorset-kulturen atter på Grønland, omend forandret. Det ser ud til at de er genindvandret fra Ellesmere Island over Pim Island til Kap Hatherton og derfra spredt sig dels langs Grønlands vestlige nordkyst dels langs vestkysten. Det har vist sig, at denne fase strækker sig helt frem til omkring 1300 e.Kr., hvor kulturen atter forsvinder. Tidsmæssigt falder Dorset-kulturens forsvinden nogenlunde sammen med Thule-kulturens fremtrængen, men om de blev udkonkurreret, inkorporeret eller forsvandt andetsteds hen vides ikke.
Kerneområdet for sen Dorset-kultur var kysterne nord for Hudson Bugt i Canada, og i Grønland lå bopladserne langs Nare Strædets kyster fra Thule til Hall Land; løsfund kendes fra det nordøstlige Grønland, Scoresby Sund og Disko og kan vidne om strejftog eller om handel.
Dorset-folkene byggede huse af granitblokke med en rektangulær grundplan, formentlig tykke tørvevægge til beskyttelse mod nordenvinden og et skindtag dækket med sne. De tidligste huse var omkring 4 m × 5 m, senere voksede størrelse efterhånden og blev til sidst 7 meter brede og 14 meter lange. Der var indrettet små ildsteder på gulvet, formentlig stod der brikse langs langvæggene. Adgangen til boligen skete på et lavtliggende sted, og denne tærskel har fungeret som kuldefælde. Senere, formentlig under indflydelse fra Thule-kulturen, ændres husformen: der er nu en kort forsænket husgang, husrummet gøres smalt, og der bygges små siderum til ildsted og forråd. Briks langs endevæggen indføres; man sov på langs ad briksen, ikke med fødderne mod væggen.
Dorset-folket synes i deres levevis at have specialiseret sig i fangst af hvalros.
De havde formentlig slæde, men ingen slædehunde.

### Nordboernes tid i Grønland
I 875 opdagede vikingen Gunnbjørn øen og kaldte den Gunnbjørnsskær. Nogle år senere, i 982, flygtede Erik den Røde, der efter flere drab var blevet erklæret fredløs, med sit følge fra Island og bosatte sig de følgende år ved Brattahlid i det sydvestlige Grønland. Han kaldte landet Grønland. Da vikingerne i slutningen af 900-tallet kom til vestkysten, traf de ingen mennesker. Til gengæld fandt de hustomter, rester af fartøjer og redskaber. 986 nåede 14 af 25 både som tog af sted fra Vest-Island med 700 mennesker om bord den sydvestligste grønlandske kyst og bosatte sig i Østerbygden. Nordboerne spredte sig i løbet af de næste 200 år over et stort område og anlagde blandt andet Østerbygden og Vesterbygden. På sit højeste skal bygderne have haft indtil 3000 indbyggere.
I år 1000 besluttede islandske Altinget, at man skulle gå over til kristendommen, og Leif Eriksson, søn af Erik den Røde, kom tilbage fra Norge med en missionær. Den første kendte person der blev kristnet på Grønland var Erik den Rødes kone Thjodhilde, Leifs mor. Hun byggede også den første grønlandske kirke ved deres gård i Brattahlid (grønlandsk Qassiarsuk) 'i nogen afstand fra husene'. Senere, i året 1123, fortælles det, at den daværende høvding på Brattahlid Sokke Thoresen gjorde forslag på tinget, hvor Grønlands mænd samledes gjorde forslag om at få udnævnt en biskop over landet; en tidligere biskop uden fast opholdssted på øen var i 1121 draget til Vinland og havde ikke ladet høre fra sig igen. Det stillede forslag blev vel modtaget, og Einar, hans søn, blev udpeget til leder af den delegation, der skulle bringe forslaget til den norske konge Sigurd Jorsalfar om at oprette et grønlandsk bispesæde. Kongen støttede forslaget og foreslog præsten Arnald til den ærefulde opgave. Arnald blev derefter indviet i 1124 til biskop af den danske ærkebiskop Asser i Lund. Rejsen gik derefter vestover i høsten 1125, og ene som følge af uvejr nødes biskoppen til at overvintre på Island inden, at han i 1126 når frem til Grønland. Her overdrages han Gardar gård og lader opføre en domkirke, 27 meter lang og 16 meter bred. Der anlægges en bispegård, skole, sovesale, refektorier og bibliotek. Nu viser det sig, at en medrejsende under færden tilbage, trønderen Arnbjørn, der var kommet bort fra biskoppens rejseselskab, var forlist under rejsen. Da hans død konstateres, møder en slægtning, Øssur, op for som arving at kræve hans efterladte gods. Dette afvises på tinge, og Øssur skamhugger drageskibet og flygter fra Gardar. Bispen minder da Einar om, at han havde lovet bispen "at værne kirken mod enhver, der antaster dens ejendomme". Herefter udbryder krig mellem de trønderske mænd i Øssurs følge og den grønlandske høvding, og Einar mistede livet. Arnald fortsatte som biskop på Grønland indtil 1152, da han kaldes til Norge for at overtage det oprettede bispeembede i Hamar.
Fra det oprettede katolske ærkebispedømme i Nidaros, blev der i nordbotiden udnævnt en lang række bisper af Grønland: Jon Knutr 1150-1186, Jon Arnason 1189-1209, Thor Helgi 1212-1230, Nicholas 1234-1242, Olaf 1242-1280, Thor Bokki 1289-1309, Arne 1315-1347. Det var nødvendigt, at Grønland havde en bisp, for at han kunne indvie nye kirker, men der var lange perioder, hvor biskoppen ikke var til stede. Efter, at der i 19 år ingen biskop havde været i Grønland, kom biskop Alf til øen i 1367; han døde der i 1377 og var den sidste grønlandske biskop, der opholdt sig i landet. Efter den tid skal en gammel præst have forestået bispestolen, og det vides fra en omtale i Vatikanets annaler, at han medvirkede ved en vielse 1408 i Hvalsey Kirke i Østerbygden. 1410 blev den bevidnet, og det er de sidste skriftlige beretninger om nordboerne i Grønland. Kirkens indsats var forgæves, idet forbindelsen med Norge udeblev, og nordboerne forsvandt, af årsager der endnu er uklare.
1261 gav de grønlandske nordboere, angiveligt, afkald på deres selvstændighed, og hyldede den norske konge Håkon Håkonsson. Denne hyldning skulle danne baggrund for senere norske påstande om norsk overhøjhed. I virkeligheden fik den stort set ingen betydning. Nok hævdede man Norgesvældet i form af norrøne besiddelser underlagt Norges konge i højmiddelalderen og omfattende øerne i Vesterhavet og Nordatlanten, hvor blandt andet folk fra Norge havde slået sig ned, foruden det nuværende Norge og en del landskaber mod øst på den skandinaviske halvø. Men Norgesvældet var gennem hele sin tid et løst sammenbundet forbund af moderlandet og de oversøiske områder, der snarere blev anset som norske skattelande end dele af et norsk rige. Den norske konge så sig endog ikke i stand til at kræve tiende i Grønland på grund af fattigdom.
Inuit hyldede aldrig den norske konge. Og nordboerne blev isolerede og uddøde helt i begyndelsen af 1400-tallet. Den norske konge havde tiltaget sig eneret på besejlingen af Grønland, men i 1369 sank angiveligt det kongelige skib, Grønlands-knarren. Tilmed uddøde den norske kongeslægt 1387. I en islandsk afskrift efter tabte kilder for året 1342 siges, at Grønlands indbyggere allerede da var faldne fra den sande tro og de kristnes religion. Det er forkert; de troende samledes til det sidste i kirken for at holde andagt ved en gammel alterdug, men uden nadvervin og brød. Svigtet af deres fraværende biskop, af unionskonge og af søfarende holdt de fast ved deres tro til det sidste. 1410 drog for sidste gang i en længere årrække, et skib hjem til Island derfra, men derefter bredte mørket sig over kolonien. Ingen nordboere, ingen biskop, ingen norsk konge. Norgesvældet og forbindelsen mellem Norge og Grønland var forsvundet og levede blot som en erindring.
Erik af Pommern, først udset til Norges konge, blev i 1397 udråbt til konge over de tre lande Sverige, Norge og Danmark, der dannede Kalmarunionen. Den egentlige magthaver og grundlægger af dette fællesrige var imidlertid Margrete den 1. af Danmark, idet hun var Eriks formynder. I et forsøg på at hævde sin formelle overhøjhed over Grønland forbød Erik af Pommern endnu så sent som 1425 privates sejlads på Grønland, men det blev næppe overholdt idet noget usikre efterretninger omtaler, at der endnu blev drevet handel fra Norge på Grønland indtil 1484; da siges de sidste 40 nordmænd, der var kendte med den grønlandske sejlads, at være blevne myrdede i Bergen af tyske købmænd, fordi de ikke ville sælge dem deres varer.
Omkring 1405 søgte kong Erik 'af Pommern' om pavelig tilladelse til et korstog til Grønland. Og da man fra Grønland fik enhjørningehorn (i dag ved vi at det var narhvaltand) og enhjørningen som bekendt levede i Indien, måtte tilladelsen også gerne gælde der.
Kort før Christian 1.s død 1481 skal en ekspedition have været i Grønland og hjembragt efterretninger derfra om kampe med grønlandske sørøvere, som i deres små skibe uden køl (formentligt skindbåde) gjorde havet usikkert. Det er omstridt hvem, disse sørøvere var, og hvorfra, de kom.

### Thule-kulturen
Medens nordboere slog sig ned i den sydlige del af Grønland, indvandrede Inuitfolket fra Canada til den nordlige del af Grønland. Fra dem stammer nutidens grønlændere. De havde med deres kajakker, konebåde og hundeslæder en højtudviklet fangerkultur, med hval og sælfangst som de vigtigste fødekilder. Efterhånden som de vandrede mod syd, kom de i kontakt med nordboerne. Thule-kulturen er de oprindelige inuitter, som indfødte grønlændere stammer fra, dog i dag iblandet en del nordeuropæiske gener. Thule-kulturen var hvalfangere og byggede deres huse af benene herfra. Da de første kommer til Grønland, er det ca. samtidig med nordboerne. De starter med at overtage Dorset kulturens levesteder, som de næsten alle andre steder har gjort det. I forbindelse med, at vejret skifter til koldere klima, er det naturligt, at Thule-kulturen søger sydpå. Her mødte de nordboerne, der næsten samtidig forlod deres bygder. Thule-kulturen udviklede nye teknikker, efter den nåede til Grønland. Da englænderne genopdagede Grønland i 1500-tallet, fandt man inuitter, der tydeligvis havde haft kontakt med europæere før. Thule-kulturen holdt til forskel fra de foregående eskimofolk en hund, Grønlandshunden.
Om Thule-kulturens fiskeri vides at dette blev drevet i det mindste siden 1600-tallet, især almindelig ulk, og torsk. Fra 1700-tallet oplyses, at der ved Amerloq fanges de fedeste og de bedste ammassatter i hele Grønland, og at de sommeren igennem findes i stor mængde. Torsk og helleflynder tog man ud for Sydbay og Amerloq, og inde i selve fjorden drev man et ikke ubetydeligt torske- og laksefiskeri. Senere, fra begyndelsen af 1900-tallet samledes det meste af befolkningen for at fiske havtorsk ved Qeqertalik (inden for Sagdlerssuaq) og Avatleq, Ikertooq fjordens sydlige gren, så snart isen brød om foråret. Fisk var en vigtig ekstraressource at falde tilbage på, hvis sælfangsten et år svigtede. For eksempel var rødfisken af betydning for især fjordboerne, da den kunne fiskes hele vinteren på ret store dybder fra båd og fra iskanten. Hvalfangsten og fangst af grønlandssæl og hvalros har også spillet en vis rolle. Endelig har man udviklet jagten på rensdyr.
Indtil hvalfangst, handel og mission bredte sig, var de grønlandske småsamfund selvstyrende. Der fandtes ingen "stat" hos inuit. Udgangspunktet var familien og åndemanerne.
Samfundet var storfamilien, der som hovedregel omfattede en mand og hans hustru, idet en del mænd havde flere koner. Ligeledes var det mandens ret at forskyde en hustru og tage en anden med det formål at forøge børneflokken. Trolovelsen skete ved mellemhandler som børneforlovelser eller ved magt. Nogen egentlig ægteskabsceremoni med ansvarstilsigelse forekom ikke; når manden kunne forsyne konen med tilstrækkelige fangster til, at hun havde hænderne fulde, var sagen klar. Til familien hørte foruden egne børn tillige adopterede, forældreløse børn, enker og andre uforsørgede slægtninge samt voksne børn hvis de da ikke havde skaffet sig en egen familie samt kajak, fangstredskaber og eget sommertelt til at forsørge sig selv alene. Ellers var man fælles om brugen af disse ejendele samt de indsamlede forråd i et samlet familiesamfund. Enhver familie havde en eller flere forsørgere. Konebytning forekom som en praktisk foranstaltning blandt andet under rensdyrjagt, hvis den egne hustru var gravid og derfor ikke kunne deltage på jagtturen.
Husfællernes samfund opstod, når flere familier enedes om at overvintre i samme vinterhus, og kunne omfatte to eller flere, op til ti familier. De var i givet fald fælles om opførelsen af huset og uden individuel ejendomsret til dette. Derimod indrettede man sig uformelt med en "husherre" som anerkendt leder.
Både i religiøs og i retslig henseende blev de enkelte samfund ledet af angakoq (åndemanerne). Der eksisterede således mundtligt overleverede love i det grønlandske samfund, som var velkendte selvom de ikke var nedskrevet. Angákoq havde en anset stilling i samfundet, som de havde erhvervet ved at gennemgå en af samfundet accepteret uddannelse, og de blev konsulterede i alle vigtige sager, herunder fangstrejser og andre fællesforetagender. Desuden var de en autoritet, de blev adlydt og betalt, så der var al mulig grund til at betragte dem som samfundets ledere, der blandt andet havde til opgave at sørge for at skikke og love blev overholdt.
Retssystemet var nidvisen. Det var aldrig grønlændernes skik at tage love i deres egen hånd, de ventede til offentlig rettergang kunne afholdes. Rettergangen var trommesangene. Hvis en mand følte, at der var begået en uret stor nok til at bringe den for retten, skulle han bekendtgøre det i god tid, så den anklagede kunne forberede sit forsvar. Proceduren var de vekslende spottesange mellem anklageren og den anklagede, dommerne var forsamlingen og straffen den offentlige misbilligelse.
Da europæerne fik kontakt med inuit, forstod de ikke deres samfundsordning, og de gik derfor i gang med at nedbryde den og erstatte den med en ny efter deres europæiske forbillede. Bekæmpelsen af angákoq betød udryddelsen af ledelse og autoritet i det grønlandske samfund, og i stedet blev magten henlagt til nogle få europæiske embedsmænd, der boede langt væk, uden kontakt til befolkningen og uden kendskab til deres sprog, skikke og tænkemåde. Som det gik med åndemanerne, gik det derfor også med det gamle retsvæsen. Europæerne betragtede den indfødte form for rettergange og straf for barnlig, der var jo ikke politi og fængsel i dette retsvæsen. Man var ikke klar over hvor stærkt, den offentlige misbilligelse virkede i de små samfund.
Inuits egen begrænsede samfundsorden var tilpasset et folk, der levede et omvandrende jagtliv, ikke et fastboende samfund. Og da inuit fik forbindelse med hvalfangere, handlende og missionærer, skulle det snart vise sig, at en vis, senere tiltagende udvikling i retning af faste bosteder var uundgåelig.

## Grønland bliver en del af Danmark-Norge
De sidste rester af Kalmarunionen forblev indtil 1536, hvor det danske rigsråd, efter Grevens Fejde og mod det norske rigsråds vidende, erklærede Norge for en dansk provins. Landets navn blev nu Danmark-Norge. Da Norge var et arvekongedømme, var det i kongens interesse at beholde Norge i en mindre grad af uafhængighed for at sikre valgretten til den danske trone til fremtidige medlemmer af kongehuset. Norge beholdt nogle institutioner og dets lovvæsen, men retten til at forvalte Færøerne, Island, Grønland overgik herefter til den danske krone. I praksis var forbindelsen med Grønland afbrudt.
Under kong Frederik 2. udsendtes 1568—1581 to eller tre ekspeditioner for at knytte den gamle forbindelse, men ingen af dem nåede til Grønland. Derimod lykkedes det 1576 Frobisher at "genopdage" Grønland og i 1585 englænderen John Davis (efter hvem Davisstrædet fik navn) at komme i land på vestkysten. 1596 opdagede hollænderne Svalbard, hvilket satte gang i deres hvalfangst. Snart nåede hvalfangsten den grønlandske kyst.
I 1600 og 1700-tallet kunne der handles frit i Grønland. Mangt et skib drog op ad kysten, hvor det lagde anker ud for de små grønlandske bygder, specielt velbesøgt var det sydvestlige Grønland. Det var en storhedstid for hvalfangst. En stor og voksende efterspørgsel på spæk og tran i 1600-1700-tallet gjorde hvalfangst særdeles attraktiv. Spæk og tran blev brugt til forbrænding i lamper, som smøringsolie og man handlede også med ræveskind og sælskind, narhval- og hvalrostænder. Grønlænderne fik tøj, redskaber, glasperler, fajance og likør i bytte. Hollændere og englændere dyrkede hvalfangsten intensivt i de grønlandske farvande, og i den forbindelse opstod der meget handel med de lokale eskimoer, især hollænderne satte sig på handelen. Hvalfangerne udnyttede deres stilling til egen fordel i form af ublu udbytning ledsaget af spiritus og sygdomme. Dette uvæsen kunne råde indtil, at danskerne fik kontrol over landet. Hvalfangernes uanstændige optræden og den gamle bevidsthed om en "ret" til Grønland gav anledning til, at kong Christian 4. fornyede forsøget med at få kontrol over området. I 1605 lykkedes det under den engelske lods James Halls vejledning atter de danske at komme i land på Grønlands vestkyst, og 1636 oprettedes et grønlandsk handelskompagni i København uden, at dette fik afgørende betydning.
Grønlænderne fangede hvalerne med harpuner og lænsere under fællesfangst fra konebåde eller under sassat om vinteren. Da Egede i 1723 rejste nordover mod Pissufik, hvor grønlænderne fangede finhvaler (her tænkes vel især på sildepiskere og pukkelhvaler), fik han at vide at netop ved Nipisat Sundet fangede den lokale befolkning »Store Hvaler af den rette Sort, som haver store Barder«, det vil sige grønlandshval. Hvalfangsten blev dog aldrig det, man havde forventet. I perioden 1781-1792 fangedes i gennemsnit kun 7 hvaler årligt. Hvalfangsten blev hovedsageligt drevet i månederne november til april på hvalernes store efterårstræk og virkede i mange henseender ødelæggende for sælfangten, efter som den lokale befolkning for en stor del deltog i fangsten. Fra 1876 var hvalfangsten i distriktet helt holdt op med at give udbytte.

### Hans Egede og Herrnhuterne
I 1721 fik præsten Hans Egede kongebrev fra Frederik den 4. til at missionere på Grønland. Midlerne til rejsen fik han fra bergensiske handelsmænd, der håbede på afkast. Hans mission var at finde nordboerne og omvende dem til protestanter, idet man mente, at de stadig var katolikker. Han søgte efter dem i 7 år mens han boede på Håbets Ø til han endelig ændrede sin mission til at henvende sig til inuitterne og i 1728 grundlagdes Godthåb, det senere Nuuk, og her startede både mission og handelsstation. Der blev også bygget et fort ude i Skærgården på øen Nipisat der skulle sikre kolonisterne hvalfangsten i området. I den forbindelse var major Parss leder af en meget urealistisk ekspedition til Grønland hvor man medbragte heste med det formål at rejse ind på indlandsisen.
Hans Egede indrettede sin missionsvirksomhed efter grønlændernes omkringflyttende fangerliv, idet de danske missionærer rejste med ud til fangstbopladserne, og omvendte i bogstaveliste forstand grønlænderne på stedet, så at disse kunne oplære deres frænder på de enkelte fangstpladser i den rette tro. Hans Egede tog hjem til Danmark allerede 1734 efter sin kones død. Egedes søn, Poul Egede, overtog derefter i 6 år ledelsen af missionen.
I 1732 fik tre tyske fætre, som tilhørte herrnhutterne, tilladelse til at missionere på Grønland af den nykronede Christian den 6.. Hos dem var det ikke lærdom og teologi, det drejede sig om, men personlig tro og fromhed. Den første mission, de etablerede, oprettedes i 1733 og lå lige syd for Godthåb og fik navnet "Neu Herrnhut". Hernnhutterne opdelte mænd og kvinder i såkaldte mands- og kvindehuse, og man forbød dem endog at tage på fangst på helligdagene.
Begge missioner havde fremgang, statskirkens dog mest: I 1740 havde statskirken 2 missioner med i alt 47 døbte grønlændere, herrnhuterne 1 mission med omkring 20 døbte. I 1755 var statskirkens mission vokset til 8 missionsstationer med i alt omkring 1700 døbte, herrnhuterne havde 3 missioner med omkring 800 døbte. Det forhold, at statskirken oprettede nye stationer (kaldet "annekser") ude i bygderne, mens herrnhuterne først i 1773 oprettede en aflægger i Lichtenau, indebar, at statskirkens mission i 1770-erne voksede betydeligt stærkere, mens væksten blandt hernnhuterne nærmest gik i stå. I det lange løb var den danske missionsvirksomhed mere tilpasningsdygtig end den herrnhuterske. Den Herrnhutiske Brødremenighed fortsatte til år 1900, da missionen i Grønland blev forladt efter henved 250 år.

### Handelen udvikles
I 1734 blev Jacob Severin overdraget handelen og anlæggene i Grønland. Han var fra Sæby, Islandsk købmand i København, medlem af Stadens 32 mænd og i øvrigt allerede handlende på Island og Finnmarken. Han var den eneste af købmandstanden der ønskede at hjælpe med at overtage handelen på Grønland. Omtrent samtidig blev der fra dansk side taget fat på at forbedre forholdene i form af oprettelsen af kombinerede missions- og handelsstationer, fortrinsvis oprettedes på Grønlands vestkyst:
- Christianshåb (anlagt 1734),
- Jakobshavn (anlagt 1741) og
- Frederikshåb (anlagt 1742),

og inuitterne blev gradvist kristne. Befolkningen levede fortsat næsten udelukkende af jagt og fiskeri. Overskuddet af spæk, skind og hvalrostænder solgte de til danske handlende. På grund af konkurrencen fra hvalfangere og hyppige forlis magtede Jacob Severin ikke i længden at opretholde sin handelsvirksomhed, og i 1750 overtog et nyt handelskompagni retten til handelen på Grønland.
Sideløbende med de danske fremstød vedblev hollænderne at drive handel med de indfødte, og de stillede sig ofte ret fjendtligt over for de danske, idet de flere gange ødelagde og afbrændte de anlagte handelsetablissementer. På hans forslag blev der allerede i 1725 oprettet og indviet en hvalfangerloge på Nipisat. Logen blev af hollænderne nedbrændt hele to gange, inden man i 1731 opgav at videreføre den. 1739 fandt der endog en kamp sted i havnen ved Jakobshavn mellem danske og hollandske skibe, som endte med, at 5 af disse blev gjort til prise. Også med de indfødte lå de flere gange i kamp. Så sent som 1746 var der endnu 40 hollandske fangst- og handelsskibe i Davisstrædet. Disse modsætninger førte til, at i 1750 blev landets besejling og missionens underholdning overdragne til det i 1747 oprettede »Almindelige Handelskompagni«, men 1774 var dette i en sådan forfatning, at regeringen så sig nødsaget til at ophæve det og udløse interessenterne. Handel og administration overgik derefter til den »Kongelige Grønlandske Handel«, der på statskassens regning helt frem til midten af det 20. århundrede drev handelen som monopol og administrerede landet til bedste for befolkningen sideløbende med, at den bragte Danmark betydelige indtægter.
I det »Almindelige Handelskompagni«s tid blev følgende handelsetablissementer anlagte:
- Claushavn (loge anlagt 1752),
- Fiskenæsset (loge anlagt 1754),
- Sukkertoppen (handelssted anlagt 1755),
- Ritenbenk (handelssted anlagt 1755),
- Sydbai (handelssted anlagt 1756, senere nedlagt),
- Nugsuak (handelssted anlagt 1758, senere flyttet til Umanak),
- Holsteinsborg (handelssted anlagt 1759),
- Egedesminde (handelssted anlagt 1759),
- Upernavik (handelssted anlagt 1771),
- Godhavn (loge, oprettet 1773).

Af den »Kongelige grønlandske Handel« anlagdes handelsstedet Julianehåb (i 1775) samt Angmagssalik på østkysten (så sent som i 1894).
På grund af sin isolation mellem den enorme indlandsis og havets pakis forekom der ikke en sådan udvikling af Østgrønland, og området forblev praktisk talt ukendt for alle andre end befolkningen ved Angmagssalik. I det 18. århundrede var der inuit-bosættelser langs hele Østgrønlands kyst, herunder også i fjordene omkring Ammassalik Ø. I løbet af det 19. århundrede faldt befolkningstallet drastisk. Sandsynligvis forsvandt de små samfund fra Østgrønlands nordligste punkt helt ned til lige nord for Ammassalik området først. Senere blev bopladserne i den sydlige del af Østgrønland affolket, Mange døde af sult og sygdom eller bosatte sig på vestkysten. Det eneste tilbageblivende beboede område på hele østkysten var Ammassalik området, det nuværende (Tasiilaq)

## Dansk enestyre
Grønland var formelt et dansk-norsk lydland frem til 1814, da øen blev dansk efter opløsningen af den dansk-norske personalunion. De facto havde den længe været styret fra Danmark-Norges fælles hovedstad København.
Det danske eneherredømme skulle snart sætte sig spor på godt og ondt.
Den vestlige opfattelse gjorde indtog i inuitternes liv f.eks. med hensyn til der sygdomsopfattelse der ændrede sig fuldstændigt i årene 1800 til 1930.

### Grønlands sprog sættes på skrift
I midten af 1800-tallet toges der skridt til at kortlægge det grønlandske sprog og derefter at tage det i anvendelse til skriftlig formidling over for de indfødte indbyggere. Begyndelsen blev taget i 1851, da Samuel Kleinschmidt, en herrnhuter, udgav en grammatik over det grønlandske sprog og derved sikrede det for eftertiden. I 1859 udgav H. J. Rink en samling grønlandske folkesagn skrevet og illustreret af Aron fra Kangeq. I 1861 startedes Grønlandsposten, en grønlandsk avis, af den danske geolog og inspektør Hinrich Rink. I 1862 blev det grønlandske skriftsprog udviklet, og det første grønlandske blad Atuagagdliutit (som stadig udkommer) blev startet.

### Kryolitbrydningen ved Ivigtut
Kryolit er en materiale, der består af natrium, aluminium og fluor (Na3AlF6). Kryolit kendes kun fra enkelte andre lande, men intet sted i så stor mængde som ved Ivigtut i Grønland. I 1856 brød man den første kryolit ved Grønnedal (Ivigtut er samme sted som Ivittuut).
I begyndelsen skete brydningen ved, at udstedsbestyreren i Arsuk ved hjælp af grønlandsk arbejdskraft og konebåde bragte små partier kryolit ud til kysten, hvor de blev indladet i handelsskibe, når disse ved besejlingen af nordlige kolonier standsede en ganske kort tid ud for Ivigtut for at tage kryolitten om bord. Disse småpartier var imidlertid ikke tilstrækkelige til at dække efterspørgslen.
I 1862 skete afrømning af landskabet og brydningen af kryolit i så stor målestok og navnlig med en så stor arbejdsstyrke, som de lokale forhold tillod at bringe i anvendelse. Man lod i dette øjemed et dampskib sejle så tidligt som muligt for at bringe en forøget arbejdsstyrke samt proviant og materialer til flere nye bygninger under opførelse til at rumme den store arbejdsstyrke, det derved nødvendige større proviantforråd og materialer samt at bringe efterretning om tilstanden ved bruddet, for at man derefter kunne ordne befragtning af skibe. Med det første skib 1862 udsendtes 24 mand, som i forening med de 16 arbejdere, der fandtes ved bruddet, bragte den effektive arbejdsstyrke op på 40 mand. Der opførtes en folkebolig til 40 mand, et beboelseshus til forvalteren, et bageri og bryggeri, en vindmølle med pumpeværk; den tidligere bolig for forvalter og den tidligere folkebolig omdannedes til magasin for proviant og lignende. Sygdom i form af skørbug ramte området i vinteren 1862; 14 ansatte døde.
I 1863 blev arbejdet i Ivigtut ramt af vanskeligheder, dels i form af grænsestridigheder mellem ulige koncessionshavere, dels som følge af vandets indtrængen i det østlige brud. Da selskabet af den da ansatte kontrollør, hvis fuldmagter aldrig var blevet det meddelt, blev nægtet lov til at bryde på det sted, hvor forarbejderne allerede var gjort, var man henvist til den mellemste del af kryolitlejet. Følgen blev den, at næsten hele den mængde kryolit, som blev udskibet i 1863, var af så ringe beskaffenhed, at den langt fra formåede at dække årets omkostninger.
I 1864 blev anskaffet en dampmaskine, som ved pumpning kunne holde det østlige brud fri for indtrængende vand, og man kunne foretage brydning i alle de påbegyndte områder, idet der blev bragt orden i forholdet mellem de tidligere koncessionshavere. Der blev i 1863 og 1864 opført et folkehus til 30 mand, et stort pakhus, et maskinhus med værksted og drejebænk og to materielhuse, hvilke med de tidligere opførte bygninger i alt udgjorde 11 store planke- og træbygninger. Desuden blev der til opbevaring af krudt bygget 3 stenbygninger i passende afstand fra de beboede steder. Af større maskiner blev der opstillet 2 dampmaskiner forbundet med 5 pumper, som blev brugt dels til at tømme de åbne brud, som i vinterens løb blev fyldt med vand, dels til at holde bruddene tørre i arbejdstiden.
1865 dannedes Kryolith Mine og Handels Selskabet. Dermed kom der større planmæssighed i arbejdet, ikke alene for det enkelte år men for en årrække. Det første, der blev gjort, var at sikre sig en stab af velegnede funktionærer. Desuden bragte man orden i forholdet til staten, sikrede køb af varer til bruddet, salg af den brudte kryolit og endelig fremskaffedes den fornødne skibstonnage.
I året 1866 holdtes der 43 arbejdere om vinteren og 91 om sommeren. Fra samme år blev der ansat en læge. Den danske missionær i Frederikshåb holdt af og til gudstjeneste for de ansatte under sine embedsrejser. Om sommeren lå der ofte 6-8 skibe under ladning. Optøjer var sjældne. Kontrolløren fik tildelt politimyndighed og kunne udnævne medhjælpere efter behov, men det vigtigste virkemiddel over for de ansatte var, at de uden videre kunne hjemsendes, hvis man var utilfreds med dem. Ordenen imellem dem var derfor i betragtning af omstændighederne endog upåklagelig.
Følgende tal kan belyse mængderne af udskibet kryolit i de tidlige år:
| År   | Skibsladninger | kubikfavne | År   | Skibsladninger | kubikfavne | År   | Skibsladninger | kubikfavne |
| ---- | -------------- | ---------- | ---- | -------------- | ---------- | ---- | -------------- | ---------- |
| 1856 | 1              | 9          | 1861 | 18             | 190        | 1866 | 23             | 505        |
| 1857 | 1              | 21         | 1862 | 25             | 281        | 1867 | 31             | 662        |
| 1858 | 4              | 61         | 1863 | 10             | 140        | 1868 | 25             | 453        |
| 1859 | 5              | 72         | 1864 | 9              | 108        | 1869 | 28             | 582        |
| 1860 | 7              | 121        | 1865 | 25             | 507        | -    | -              | -          |

Kryolitbrydningen fandt sted på et forholdsvis lille område. Hele grundfladen, som blev ryddet ved kryolitbruddets åbning, var kun 250 alen lang og 50 alen bred og lå lige ved strandbredden. Den ragede fra først af nogle få alen op over havfladen, men med tiden blev så store mængder gravet væk, at der kun arbejdedes i en fordybning under dette. Ved dæmninger og damppumper holdt man derefter vand ude. På bakkerne omkring bruddet lå efterhånden 20-30 bygninger til beboelse, arbejdsrum og pakkerum. Efterhånden nåede man op på 4 dampmaskiner, og der blev anlagt nogle små sporveje til tipvogne.
Allerede fra 1857 blev kryolitbrydningen belagt med en afgift til staten, der voksede fra 12 til 20 % af den fra Grønland
udskibede kryolit, og som senere blev forandret til en pengeafgift. I de første år udbragtes den rå kryolit til en pris, der steg fra 5 rdl. 38 sk. til 14 rdl. 10 sk. pr. tønde. Senere blev den til afgiftens beregning engang for alle ansat til 600 rdl. pr. kubikfavn.

### Befolkningsudviklingen
Befolkningsudviklingen i 1800-tallet og senere blev kendetegnet ved to ting, dels en stadig og forholdsvis høj befolkningsvækst, dels blandingsægteskaber mellem fortrinsvis danske mænd og grønlandske kvinder.
Befolkningsudviklingen lader sig belyse ved følgende tal (- angiver ukendt):
| År   | Vestgrønland | Østgrønland |
| ---- | ------------ | ----------- |
| 1789 | 5.122        | -           |
| 1805 | 6.046        | -           |
| 1834 | 7.356        | -           |
| 1860 | 9.648        | -           |
| 1880 | 9.720        | -           |
| 1890 | 10.207       | -           |
| 1901 | 11.190       | 431         |
| 1911 | 12.510       | 565         |
| 1921 | 13.401       | 680         |
| 1930 | 15.345       | 877         |

De mange blandede ægteskaber skyldes dels, at de ofte var ugifte mænd, der sendtes til Grønland, dels at der blandt grønlænderne var et kronisk overskud af kvinder som følge af høj dødelighed blandt mændene under indflydelse af disses farlige næringsvej. De mange blandede ægteskaber indebar fremkomsten af en ny befolkningssammensætning, der forenede de gode sider fra begge grupper, på den ene side det eskimoiske instinkt for jagt og forståelse for dyrenes sædvaner parret med evnen til at tilpasse sig de naturgivne vilkår, på den anden side den begavelse og praktiske kunnen, som danske embedsmænd og håndværkere bidrog med. De opvoksende slægtled af grønlændere med deres forbedrede sundhed, fysiske styrke, lærevillighed og begavelse blev i stand til at indtage stadig mere betydningsfulde poster i samfundet som håndværkere, udstedsbestyrere, fartøjsførere, i kirke- og skolevæsenet, i sundhedsvæsenet og som forvaltere og beslutningstagere i kommuneråd og landsråd. Derved lagdes grunden til den udvikling, som siden skulle præge Grønland.

### Handelens indflydelse på den oprindelige befolknings levevilkår
Ejendomsret havde man kun til boliger, husgeråd, redskaber og lignende, men ikke til kød og spæk. Disse produkter deltes efter bestemte regler (fangstdeling og kødgaver), og i trangstider delte man alt ligeligt. Et økonomisk system som dette motiverede i sig selv ikke den enkelte til aktivitet, og derfor hører der til det yderligere to regler, nemlig:
1. ingen måtte, bortset fra på grund af naturlig svaghed, unddrage sig det farlige erhverv på havet, og
2. ingen måtte bosætte sig på en plads, uden de havde indhentet tilladelse fra dem, der boede der i forvejen.

Dette system fungerede bl.a. på grund af den isolerede levevis der ikke kendte til handel. Der var oprindeligt ingen mulighed for at afsætte et eventuelt overskud mod andre varer, og hele produktionen kom derfor hele samfundet til gode. Kolonihandelen slog hul på dette økonomiske system. Med handelen blev der mulighed for at den enkelte kunne omsætte sin overskudsproduktion til nye varer, og unddrage fællesskabet det. Drejede det sig f.eks. om skind, til hvilke ejendomsretten dog var mere privat end mad, kunne salg betyde mangel på kajakskind og pels, hvilket igen betød at den pågældende ikke kunne gå på havfangst, og derfor kom til at ligge samfundet til byrde. Reglen om deling af fangstbyttet så ingen kom til at lide nød blev dog ved med at bestå efter handelens indførelse. Den kunne ikke afskaffes i de små samfund, og der var ikke fra missionærernes side nogen interesse i at bekæmpe hvad de anså som værende i overensstemmelse med kristne værdier.

### Den oprindelige befolkning overdrages styringsansvar
1862 fik Grønland en slags lokal selvstyre, de såkaldte forstanderskaber, som tog sig af lokale stridigheder og sociale problemer. Det var 4 mænd med bopæl omkring Godthåb der i enighed stillede forslaget. Det var: H. J. Rink, Samuel Kleinschmidt, Carl Janssen og J. F. T. Lindorff. Der skulle i hver by vælges en repræsentant for indbyggerne blandt de fangere der selv kunne forsørge sig selv. Forslaget hed: ”Underdanigst Forslag til Indenrigsministeriet om Oprettelsen af et Slags
Forstanderskaber ved Colonierne i Grønland til Bestyrelse af de Indfødtes fælleds Anliggender og navnlig deres Understøttelse med Materialer til Husenes Forbedring, med Redskaber til Fangst, med Fødemidler under Sygdom og Trangstid osv.” Forslaget var foranlediget af at inuitternes levevis var meget nedbrudt alle steder hvor der var kolonier. Der var bl.a. en hungersnød i 1855/56 efterfulgt af en epidemi af brystsyge året efter. Med forslaget ønskede man at inuitterne skulle udvikles henimod selvstyre og demokrati.
Grønland blev opdelt i 12 kredse, hver med sit forstanderskab. Hvert forstanderskab bestod af præsten som formand, kolonibestyreren som regnskabsfører, lægen, assistenten ved kolonien, andre danske og grønlændere valgt af befolkningen. Foruden deltagelse i forstanderskabets møder skulle de grønlandske medlemmer medvirke til opretholdelse af god orden og være dels vejledere, dels gode eksempler for befolkningen. De økonomiske midler til finansiering af forstanderskabernes virksomhed blev skaffet ved, at først 25% siden 20% af de beløb, som handelen brugte til indkøb af befolkningens frembringelser indgik som betaling. Desuden oprettedes to fælleskasser, henholdsvis for Nordgrønland og for Sydgrønland, der var under den grønlandske inspektørs og indenrigsministeriets oversyn. Pengene skulle anvendes dels til understøttelsesvirksomhed for trængende, dels til støtte for arbejdsdygtige grønlændere til at skaffe sig egne kajakker, jagt- og fiskeredskaber, til indretning af boliger og disses indbo og lignende.
Forstanderskaberne fik en ikke ringe indflydelse på de grønlandske forhold, først og fremmest ved at oplære grønlænderne til at deltage i samfundsstyring, gøre dem mere selvstændige og frigøre dem fra tidligere tiders armod. Samvirket mellem grønlændere og danskere blev fremmet, der skabtes retstilstande med politimyndighed og domstol.
Efter systemskiftet i Danmark 1901 skete der en omlægning af den grønlandske forvaltning: nu skabtes to nye institutioner, nemlig kommuneråd og landsråd, og retsplejen udskiltes med en egen ordning. Nyordningen stadfæstedes 1908 og var udformet af den daværende inspektør i Nordgrønland, senere direktør for Grønlands styrelse, J. Daugaard-Jensen. Nyordningen bestod i, at der for hver kommune oprettedes et kommuneråd, hvis medlemmer alene valgtes af den grønlandske befolkning. Kommunerådene udpegede selv deres formand og fik under inspektørens tilsyn eneansvaret for kommunekassens forvaltning. Over kommunerådene oprettedes to landsråd, henholdsvis for Nordgrønland og Sydgrønland. Landsrådene skulle sammentræde en gang om året for at drøfte fælles anliggender. Medlemmerne af landsrådene blev valgt i særlige kredse af de bosiddende grønlandske kommunerådsmedlemmer og var ligeledes grønlændere. Som noget nyt skulle landsrådene være lovgivende, idet forstanderskaberne ikke havde haft denne myndighed men ene kunne stille forslag til love. Endelig oprettedes en såkaldt fællesfond, administreret af ministeren. Midlerne til kommunekasserne, landskasserne og til fællesfondes blev skaffet ved en afgift på monopolhandelen, der derefter fordeltes efter nærmere fastsatte regler til de enkelte kasser og ved at alle offentlige institutioner i landet skulle indbetale to procent af de grønlandske funktionærers lønninger som afgift.
Krigstid i Danmark betød i kolonitiden generelt at færre danske skibe nåede kolonierne fra Danmark. For det første er færre blevet sendt af sted da der jo var krise og for det andet blev skibenes rejse besværliggjort af englændere og tyskeres belejring af Nordsøen. 1. verdenskrig var ingen undtagelse, dette var ikke så galt hvis ellers jagten var god pågældende år, men hvis det var dårlige år, kunne kolonierne få store problemer med at få mad på bordet.
De grønlandske selvforvaltningsordninger var i det store og hele vellykkede. Alligevel skete der efterhånden et omsving i den almene stemning til fordel for en dansk deltagelse i styrelsen, ikke mindst blandt grønlænderne selv. Dette førte til vedtagelsen af en ny styrelseslov af 1925, der fastholdt kommuneråd og landsråd men også indførte som noget nyt sysselråd. Kommunerådene kunne fremover have medlemmer ikke blot af grønlændere men tillige blandt danskere med mindst to års tjenestetid i landet. Sysselrådene bestod af alle kommunerådsformændene og landsrådsmedlemmerne for hver af de to landsdele samt yderligere alle danske tjenestemænd, der opfyldte betingelserne for valgbarhed til kommunerådene (kun få danskere blev valgt ind i disse). For at modvirke en mulig dansk overvægt indførtes en ordning, hvorefter de yngste danske tjenestemænds deltagelse i rådene kunne udskydes. Kolonibestyreren var fast rådsmedlem og regnskabsfører. Den stedlige læge og præst skulle tilkaldes til deltagelse i sager vedrørende deres ansvarsområder, hvis de ikke var medlemmer af rådet. Rådsformanden, kaldet sysselmand, udpegedes af landsfogden (der havde afløst inspektøren) og udnævnelsen stadfæstedes af statsministeren. Sysselrådenes beføjelser var omfattende: husbygningshjælp, tilskud til anskaffelse af skydevåben til nystartede erhververe under 20 år, lån til husbygning, lån til erhvervsredskaber, understøttelse til blinde, døve og andre uskikkede til arbejde, alderdomsunderstøttelse i henhold til særlig lov, godkendelse af forslag til vedtægter fra kommuneråd om ordenens opretholdelse, tilsyn med sundhedsvedtægternes overholdelse, tilsyn med kirker og skoler. De to landsråd skulle som tidligere drøfte landsdelenes indre, fælles anliggender. Landsfogden var rådets formand og kunne nu (modsat tidligere) deltage i afstemninger. Landsrådene medvirkede ved fastsættelse af retsbestemmelser for det grønlandske samfund, var medbestemmende ved brugen af landskassens midler, og ethvert medlem kunne gøre forslag, stille spørgsmål eller indgive klager. Forhandlingerne kunne ske på dansk eller grønlandsk og forhandlingsreferaterne offentliggjordes på begge sprog. Landsrådenes medlemmer valgtes for 6 år blandt kommunerådsmedlemmer og sysselrådsmedlemmer i forening, altså i fællesskab af grønlændere og danskere. Midlerne til de enkelte råds virksomhed lagdes i fire kasser: kommunekassen, sysselkassen, landskassen og fællesfonden og fremskaffedes som førhen dels som en indhandlingsafgift på 20% af indhandlede grønlandske varer, dels en årlig afgift på 2% af fastansatte grønlandske og danske tjenestemænds lønninger.

### Østgrønlandsoverenskomsten
Efter, at den danske regering havde indhentet USA's og en række andre staters tilslutning, deriblandt efter den almindelige opfattelse også Norges, bekendtgjorde indenrigsministeriet den 10. maj 1921, at der nu var oprettet handels-, missions- og fangststationer såvel på Vest- som på østkysten af Grønland således, at hele landet her efter var inddraget under de danske kolonier og stationer og den danske styrelse af Grønland. Den 16. juni samme år udstedtes en "Underretning for Søfarende i Havet omkring Grønland", ifølge hvilken samtlige de til Grønland hørende kyster og øer, derunder også Østkysten, som indtil da for størstedelens vedkommende havde været frit tilgængelig, blev lukket for besejling af danske og fremmede skibe, med mindre regeringen gav tilladelse dertil. Mod disse vidtgående afspærringsbestemmelser nedlagde den norske regering indsigelse, hvilket gav anledning til en årelang strid mellem regering og presse i de to lande. I 1923 enedes man imidlertid om at optage direkte forhandlinger, og den 9. juli 1924 blev en overenskomst mellem de to lande underskrevet i København med ikrafttræden dagen efter.
Denne overenskomst åbnede adgang til at gå i land, overvintre og på visse betingelser drive jagt, fangst og fiskeri på Grønlands østkyst fraset Ammassalik-distriktet og Scoresbysund-området, der blev forbeholdt grønlænderne.

### Konflikten om Færingehavn
I 1925 indgav det færøske lagting et andragende til de grønlandske landsråd, hvor man anmodede om tilladelse til et oprette nogle stationer for færøske kuttere, der drev fiskeri ved Grønland, idet det forudsattes, at tilvirkning af fangsten skulle foregå ved grønlandsk arbejdskraft. Landsrådene afgav en enstemmig udtalelse om, at man i princippet ikke mente, at man kunne tillade en hel eller delvis åbning af grønlandske farvande for danske eller fremmede statsborgere, idet hensynet at sikre grønlandske interesser måtte gå forud for alle andre. Alligevel ville man anbefale ansøgningen, idet det færøske fiskeri forudsattes at foregå uden for det grønlandske søterritorium. På dette grundlag anlagdes i 1927 den såkaldte Færingehavn, eller færingernes havn, som fiskerihavn af færøske fiskere, efter at disse havde fået lov til at fiske på søterritoriet indtil de yderste skær og holme fra Ravn Storø til Godthåbsfjordens munding. Imidlertid udvidede færingerne deres krav med årene, herunder adgang til at fiske på det egentlige grønlandske søterritorium, bosættelsesret for færøske fåreavlere og krav om oprettelse af yderligere havneanlæg. Disse krav blev til dels imødekommet, idet den danske regering viste sig ude af stand til at afveje hensynene mellem de to folkegrupper på en hensigtsmæssig måde.

### Konflikten om Østgrønland
I 1932 indtrådte en ny konflikt med Norge om Grønland. Kong Christian X's land i Østgrønland, af nordmændene kaldet Eirik Raudes Land, blev 12. juli 1932-5. april 1933 annekteret af Norge. Den norske aktion gav bagslag, det det viste sig, at begge de daværende grønlandske landsråd af sig selv vedtog udtalelser til fordel for et fortsat tilhørsforhold til Danmark.
Det sydgrønlandske landsråd udtalte blandt andet:
"Sydgrønlands Landsråd, der repræsenterer over halvdelen af Grønlands befolkning, udtaler enstemmigt ud fra 200 års erfaringer sin ubetingede tillid til Danmarks ledelse af de grønlandske anliggender, idet Danmarks førelse altid har tilstræbt fremgang for den grønlandske nation i kultur og i levevilkår uden derved at tage hensyn til, om Danmark fik nogen fordel af landet.
Landsrådet kan derfor ikke tænke sig Grønland eller en del deraf under nogen anden stat."
På lignende måde udtalte det nordgrønlandske landsråd blandt andet:
"Det grønlandske folk har i over tusind år, ved hjælp af sin ejendommelige, på samme tid oprindelige og højt specialiserede erhvervskultur, været i stand til at finde livsmuligheder på Grønlands fattige og golde kyster. Grønlænderne har været beskyttet af den danske stat og har under Danmarks førelse og under økonomiske ofre fra Danmark gjort fremskridt på åndelige, hygiejniske og materielle områder, så vi er et levedygtigt folk med en større årlig tilvækstprocent end mange europæiske staters, til trods for den store risiko, vort erhverv medfører. Vi kan ikke forlade dette land og søge vort erhverv andre steder, derfor må vi tænke på de reserver, vort land har, som kan tjene til nytte for den kommende generation.
I Danmark har ansvarlige statsmænd udtalt, at den danske statskasse giver afkald på at have et økonomisk overskud fra Grønland, og dette synspunkt er dér lovfæstet. Derfor kan det ikke undre, at det er det grønlandske folks urokkelige ønske, at dets fremtidige udvikling må fortsættes under Danmarks styrelse, og endvidere, at Danmark måtte blive tilkendt en ubeskåret højhedsret over hele Grønland, så at grønlænderne derved kunne skånes for andre nationers ukontrollerede indgreb i deres erhvervsmuligheder."
Med disse udtalelser havde Grønlands egne repræsentanter og talsmænd kastet vrag på alle tidligere tiders påkaldte rettigheder grundede i mere eller mindre tvivlsomme historiske omstændigheder. Grønlands tilknytning til Danmark var ved denne lejlighed den grønlandske befolknings egne fuldmægtiges beslutning.
Den Internationale Domstol i Haag tilkendte området til Danmark, og de udstationerede norske soldater og embedsmænd blev trukket tilbage igen. Det skulle blive sidste gang, at Norge påkaldte sig en påstået ret til grønlandsk landområde.

### 2. verdenskrig
Tidligt i 2. verdenskrig d. 9. april 1940, da Danmark blev besat af tyskerne, blev Danmark isoleret fra Grønland. Dvs at de ellers faste forsyninger fra Danmark udeblev. Det var muligt for Grønland at skaffe varer fra USA og Canada ved at sælge kryolit fra minen i Ivittuut samt ved torskefiskeri.
Under krigen ændredes regeringssystemet. USA betragtede efter den tyske besættelse den danske ambassadør i USA, Henrik Kauffmann, som den frie repræsentant for Danmark og dermed også Grønland. Henrik Kauffmann indgik den 9. april 1941 på egne vegne, men "i Kongens navn", en traktat mellem Danmark og USA, Grønlandstraktaten, der gav USA ret til at opføre baser på Grønland og overlod forsvaret af Grønland til USA. Regeringen i København, der søgte at balancere forholdet til besættelsesmagten, afskedigede Kaufmann. Landsfoged Eske Brun regerede Grønland på grundlag af en lov fra 1925, der tillod guvernører at overtage kontrollen under ekstraordinære forudsætninger. Landsfoged Aksel Svane blev overført til USA for at lede arbejdet med forsyning af Grønland.
Tyskerne ønskede at placere en vejrstation på Grønland. Dette blev forpurret med hjælp fra amerikanerne, der tog initiativ på grund af opfordringer fra England og Canada. Amerikanerne tog ansvaret for bevogtning af alle sejlbare steder i Grønland. Tilbage var steder der var mindre sejlbare, og til dette formål blev dannet en lille grønlandsk hær (Nordøstgrønlands slædepatrulje) bestående af 15 mand, danske, norske og grønlandsk fødte mænd – forløberen for Siriuspatruljen, der skulle patruljere på de dele, der ikke kunne besejles. Disse drog til Nordøstgrønland henover indlandsisen med hundeslæde. I foråret 1943 døde korporal Eli Knudsen i et tysk bagholdsangreb. En tysk enhed havde oprettet en vejrstation på Sabineø og angreb de stationer, som Nordøstgrønlands slædepatrulje kontrollerede. Året efter skete endnu en træfning: N.O. Jensen var én af patruljelederne. Det kom til en skudduel i Østgrønland mellem N.O. Jensen og den tyske løjtnant Zacher, der tabte duellen. I mindst et slag mod tyskerne i Atlanten vandt amerikanerne da de havde kendskab til at en storm ville løje af takket være vejrmeldinger fra Grønland.
I slutningen af 2. verdenskrig var Grønland en vigtig mellemstation for de allieredes flytransporter fra USA til England. I efterkrigstiden fik USA geopolitisk interesse i Grønland, og derfor tilbød USA at købe Grønland af Danmark for $100.000.000, men Danmark ønskede ikke at sælge. Danmark ønskede, at amerikanerne rømmede de amerikanske baser, men grundet Danmarks udsatte sikkerhedssituation efter krigens afslutning, blev i stedet indgået en ny traktat mellem USA og Danmark, Forsvarsaftalen om Grønland, der i al væsentlighed videreførte Kaufmanns traktat. Dette gav amerikanerne mulighed for at opføre baser i Grønland. Kort efter de amerikanske forsvarsanlæg i Grønland udbygget, særlig basen i Gammel Thule, der blev udbygget til Thule Air Base med en vigtig radarstation og flybase.
I efterkrigstidens urolige forhandlinger skulle det vise sig, at Danmark fik fordel af modstanden mod tyskerne i Grønland.
Grønlænderne havde indtil 1940 levet meget isoleret og beskyttet. Det var f.eks. ikke lovligt at sælge spiritus i byerne. Den danske regering, der regerede Grønland som en koloni, havde været overbevist om, at samfundet ville blive udnyttet og måske udryddet, hvis grænserne var åbne for hele verden.
Krigens tid på Grønland udviklede en grad af selvstændighed gennem selvbestemmelse og uafhængig interaktion med verden udenfor. Alligevel konkluderede en kommission i 1946 (med deltagelse af den højeste magt i Grønland, landsrådene som deltager), at man måtte være tålmodig og ikke indføre en radikal reformering af systemet. Men på trods af denne konklusion blev to år senere taget de første skridt mod ændring i magtstrukturen, og en ny kommission kaldet Grønlandskommissionen blev dannet. En konkluderende rapport (G50) blev fremlagt i 1950: Grønland skulle være en moderne velfærdsstat med Danmark som sponsor og mønstereksempel.

## Grønland en del af Danmark

### Grønlands amt
Statsminister Hans Hedtoft nedsatte 1950 Grønlandskommissionen med det offentliggjorte formål at forbedre den grønlandske befolknings elendige levevilkår. Man havde allerede i 1939 påtalt at man måtte løse problemet på Grønland. Et andet og mere skjult argument var at USA havde under overvejelse at overtage Grønland. Ved at gøre grønlænderne til danskere kunne man stoppe amerikanernes tanker og samtidig var det et stort ønske på Grønland at blive behandlet ligeværdigt af danskerne.
Kolonitiden ophørte 1953, da Grønland ved en ændring af Grundloven blev en del af det danske rige og sidestillet med et dansk amt. Grønland fik to permanente mandater i Folketinget og Landsrådet fik større indflydelse, alle kunne rejse frit, skole og socialvæsenet blev forbedret.
For at opnå den samme levestandard som i Danmark centraliserede man Grønland, dvs. at indbyggerne i små bygder blev opfordret til at flytte til de udvalgte byer. Hvor Grønland førhen havde bestået af mange bygder med 100-200 beboere i hver, var der nu kun få bygder og ca. 10 byer. I perioden 1952-1963 opførtes omkring 3000 boliger, sygehusene blev udbygget og tuberkulosen næsten udryddet fra 1963. Omkring 1970 blev der både i Landstinget og Folketinget indvalgt nye, unge nationalt bevidste politikere, og kort tid efter blev de første grønlandske partier stiftet. I skolerne begyndte man at undervise på dansk med danske undervisere.
Da fangerne ankom med deres familier til byerne, var det første, de oplevede, at der ikke var nok fangstdyr, dvs. levegrundlaget var væk, som det havde eksisteret før. I stedet kunne man bede om hjælp til at forsørge sig selv og børnene, hvis man da ikke var en af de heldige, der fik et arbejde.
Der var en tendens i denne periode til, at de grønlandsktalende forældre med vilje undgik at tale med deres børn på grønlandsk og i stedet talte med dem på dansk. Dette samt ændringen i det daglige liv og sammenholdet fra de små bygder skabte stor splittelse blandt grønlænderne.
Til byerne kom desuden hundredvis af danskere, der blev ansat til at opbygge veje, skoler, beboelse osv. i moderne målestok. Der var nu ikke længere kun et fåtal af danskfødte, der boede i Grønland, men et reelt mindretal blev dannet. Det var hele danske familier, der kom, og børnene talte kun dansk og havde et højere skoleniveau end det almindelige grønlandske barn. Derfor blev der de fleste steder lavet opdelte skoler, hvor de forskellige børn blev undervist efter deres forkundskaber.
1959 var året, hvor skibet M/S Hans Hedtoft forliste. Et større udredningsarbejde omkring ulykkens omstændigheder fandt sted.
1954 plantedes forsøgsvis ulige plantager i Sydgrønland med træarter fra andre arktiske strøg.
1958 oprettedes en landsdækkende Radio og TV-kanal ved navn: Kalaallit Nunaata Radioa (KNR).
I 1973 indtrådte en ny grænsekonflikt, da Danmark og Canada aftalte at være "enige om at være uenige" om Hans Ø er dansk eller canadisk.

### Den kolde krig
Under indtryk af den kolde krig oprettedes 1953 Thulebasen Thule Air Base, og de stedlige beboere tvangsflyttedes til Qaanaaq. 50 år efter modtog beboerne erstatning under den efterfølgende Thulesag.
I 1958 blev Camp Century påbegyndt som en base under indlandsisen ca. 200 km øst for Thule Air Base.
I 1968 skete en militær ulykke, da et amerikansk B52-fly lastet med kernevåben styrtede ned på isen i Bylot Sund i nærheden af Thule Air Base. Thuleulykken udløste under den efterfølgende Thulesag en debat om Danmarks atomvåbenpolitik i Grønland.
I 1991 sluttede den kolde krig, og herefter fik Grønland mindre militær betydning set fra et amerikansk synspunkt.

### Hjemmestyre
Efter en folkeafstemning den 1. maj 1979 fik Grønland hjemmestyre ligesom Færøerne havde haft siden 1948. Hjemmestyret overtog efterhånden ved hjælp af det årlige bloktilskud fra Danmark selv styringen af skole, kultur og de sociale forhold, landsplanlægning og skatteområdet. De fem landsstyreområder, eller ministerier, fik hver et landsstyremedlem som politisk leder. Jonathan Motzfeldt, Siumut blev landsstyreformand og formand for det 21 mand store Landsting. I 1973 blev Grønland trods stedlig modstand medlem af EF sammen med Danmark, og i 1982 afgjorde en ny folkeafstemning, at Grønland udtrådte af EF i 1985. En af hovedgrundene var udenlandsk overfiskeri i de grønlandske farvande. Grønland fik herefter status som et oversøisk EU-område og med samme fordele som i en toldunion.
I 1986 overtog hjemmestyret den Kongelige Grønlandske Handel (KGH), der skiftede navn til Kalaallit Niuerfiat (KNI).
I 1990 fjernedes fødestedskriteriet, som diskriminerede mod indfødte embedsmænd.

### Selvstyre
I 2009 var der folkeafstemning på Grønland om indførelse af selvstyre. Resultatet blev et klart ja med 75 % flertal. Selvstyret er en videreudvikling af hjemmestyret mod større indflydelse fra lokalbefolkningen, idet der er tale om grønlandsk overtagelse af nogle ansvarsområder og love der har været behov for. Det drejer sig om aftaler om undergrunden, en såkaldt overtagelseslov og en udenrigspolitisk lov. En lignende lovgivning er afprøvet siden 1992 på Færøerne. Grønland får nu desuden Grønlandsk som eneste officielle sprog. Desuden indføres en grønlandsk mønt, der dog er styret og trykt fra Danmark. Det færøske folketingsmedlem Høgni Høydal fra Republikanerne har udtalt, at det Grønland opnår på 31 år ved selvstyre stort set er det samme, som Færøerne har opnået igennem 60 år. Ansvarsområderne er har været til udelt glæde for Færøerne og forventes således også at blive en succes på Grønland.

## Kronologisk oversigt over Grønlandsforskningen
Der er gennem tiden løbende sket en forskning af grønlandske, herunder eskimoiske, forhold. Grønlands udstrækning var længe ukendt, og et stort kortlægningsarbejde blev udført:
- allerede 1788 udgav Otto Fabricius bogen Fauna Groenlandica, der fortæller om dyrelivet i Arktis.
- 1868 Edward Whymper, en engelsk bjergbestiger og opdagelsesrejsende laver videnskabelige undersøgelsesture til Grønland 1867 og 1869.
- 1870 besøgte kunstmaleren Jens Erik Carl Rasmussen Grønland. Han blev kendt for sine malerier fra Grønland.
- 1873 Christian Rasmussen, far til Knud Rasmussen og en dansk-grønlandsk filolog, præst og sprogforsker, flytter til Ilulissat.
- 1888 krydsede Fridtjof Nansen indlandsisen på den første Thule-ekspedition. Han var en norsk polarfarer, opdagelsesrejsende, diplomat og videnskabsmand.
- 1892 besøgte en dansk ekspedition området ved Ammassalik. Befolkningstallet var da faldet til 294, og den danske regering besluttede at etablere en koloni, der senere blev til det nuværende Tasiilaq.
- 1906 blev den arktiske opdagelsesrejsende og nordmand Roald Amundsen den første, der sejlede igennem Nordvestpassagen.
- 1906 Danmark Ekspeditionen kortlægger Nordøstgrønland. Morten P. Porsild grundlægger Arktisk Station i Qeqertarsuaq. Der indføres får til fåreavl i Sydgrønland.
- 1910 anlagde polarforskeren Knud Rasmussen en handelsstation ved Thule
- 1925 anlagdes der nord for Angmagssalik kolonien Ittoqqortoormiit (Scoresbysund)
- 1927 udgives "Archaeology of the Central Eskimoes" af Therkel Mathiassen, deltager på nogle af Thuleekspeditionerne og grundlægger af eskimoarkæologien.